# Eliashiv Ben-Horin

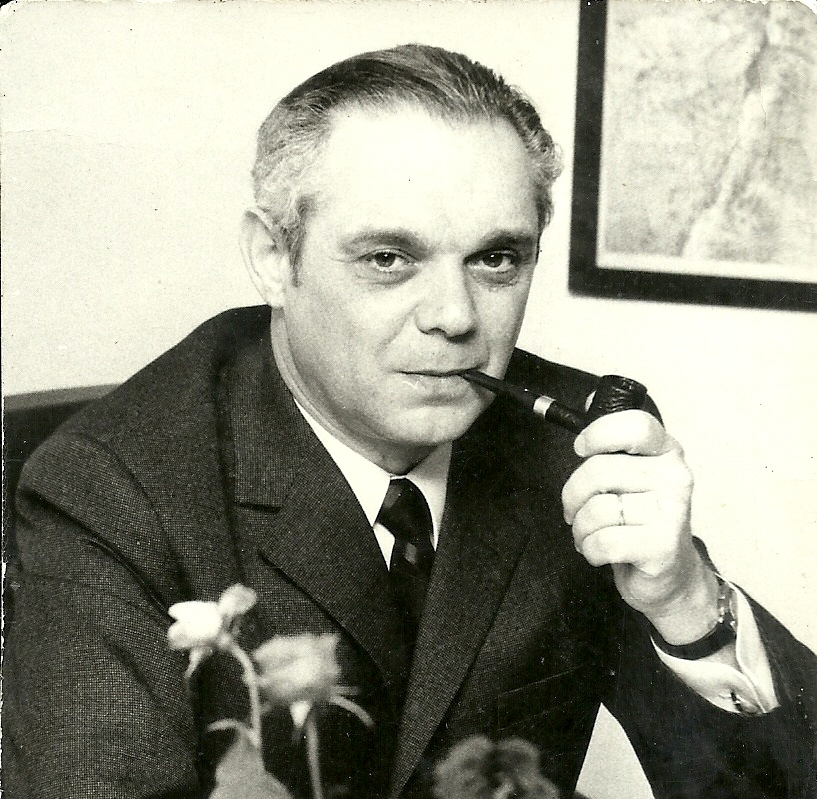
Eliashiv Ben-Horin, 1960

Eliashiv Ben-Horin (so in anglophoner Umschrift, auch Eliaschiv Ben-Chorin, hebräisch אֶלְיָשִׁיב בֵּן-חוֹרִין Eljaschīv Ben-Chōrīn; * 4. September 1921 in Sosnowiec, Polen; † 2. Juni 1990) war ein israelischer Diplomat.

## Leben
Als Sohn des Maschinenhändlers Friedmann in Sosnowiec geboren, wuchs Eliashiv Ben-Horin im deutschen Beuthen/Oberschlesien auf. 1935 wanderte Familie Friedmann nach Palästina aus und ließ sich in Haifa nieder. Ben-Horin studierte Rechtswissenschaft an der Hebräischen Universität in Jerusalem. Von 1942 bis 1946 diente er in der britischen Armee. Danach studierte er an der University of London, wo er seinen Bachelor of Laws erhielt. Von 1948 bis 1950 diente er in den israelischen Streitkräften.
Ab 1950 wurde Ben-Horin für das Außenministerium tätig, wo er diverse Posten bekleidete, unter anderem war er von 1955 bis 1960 erst Assistenzdirektor dann Direktor der Abteilung Asien-Afrika des Ministeriums. Von 1960 bis 1963 war Ben-Horin israelischer Botschafter in Burma sowie nicht-residierender Botschafter für Nepal und nicht-residierender Gesandter für Ceylon. Im Anschluss wurde er von 1963 bis 1967 Botschafter in Venezuela sowie nicht-residierender Botschafter für Jamaika und Trinidad und Tobago. Von 1967 bis 1968 war Ben-Horin Direktor der Südamerika-Abteilung im Außenamt. Nach weiteren Tätigkeiten im Außenministerium wurde er 1970 Botschafter in Deutschland und löste damit Asher Ben-Natan ab. Dieses Amt bekleidete er bis 1974. In seine Amtszeit fiel die Geiselnahme von München. Ben-Horin wurde nun von 1974 bis 1978 Leiter der Ständigen Vertretung Israels bei der Europäischen Gemeinschaft in Brüssel und war auch in Belgien und Luxemburg als Botschafter akkreditiert.
Später wurde Ben-Horin 1984 Botschafter in Kanada. In diesem Amt wurde er 1989 von Israel Gur-Arieh abgelöst.